# Juan Esteban Arango
Pour les articles homonymes, voir Arango.
Arango  Carvajal est un nom espagnol. Le premier nom de famille, en général paternel, est Arango ; le second, en général maternel, souvent omis, est Carvajal.
Juan Esteban Arango Carvajal, né le 9 octobre 1986 à Medellín, est un coureur cycliste sur piste colombien, membre de l'équipe Colombia entre 2013 et 2014. Il a notamment été médaillé d'argent du scratch aux championnats du monde de 2010.

## Biographie
Juan Esteban Arango apparaît sur la scène internationale, alors qu'il n'a pas encore 21 ans. En effet, en mai 2007, il obtient la médaille d'argent de l'omnium des championnats panaméricains de cyclisme, qui se déroule au Venezuela, à Valencia. Il dispute, aussi, de manière anonyme, la course scratch et la course aux points. 
Lors de la coupe du monde 2007-2008, Arango dispute avec sa sélection la poursuite par équipes. Elle participe aux quatre manches de la coupe du monde. Le meilleur résultat est une 7e place à Los Angeles, qui associée à une 8e place à Copenhague, la place au 12e rang de la coupe du monde 2007-2008 de poursuite par équipes. Par ailleurs, Juan Esteban concourt dans la course scratch à Los Angeles et à Copenhague. Il termine 6e aux États-Unis et obtient son premier podium de coupe du monde, en terminant troisième au Danemark. Ses deux résultats lui permettent de finir 4e de la coupe du monde 2007-2008 de scratch.
Quelques semaines après la fin de la coupe du monde 2007-2008, il participe à ses premiers championnats du monde à Manchester. Avec sa sélection, championne panaméricaine de poursuite en 2007, il prend part aux qualifications de cette discipline, qu'il achève à la 11e place. Tandis que Juan Pablo Forero est aligné dans la course scratch des Mondiaux (malgré le podium réalisé par Arango à Copenhague, six semaines auparavant), Juan Esteban, lui est au départ de la course aux points, discipline disputée par Forero pendant toute la coupe du monde. Juan Esteban Arango termine 7e, non sans avoir remporté le quatrième sprint, ce qui le plaçait à cet instant sur le podium provisoire de la course.
En août, il dispute ses premiers Jeux. Il s'aligne au départ des qualifications de la poursuite par équipes. Dix équipes sont inscrites, et malheureusement, la sélection colombienne termine dixième, à près de cinq secondes de la dernière formation qualifiée.
Arango ne participe qu'à deux manches de la coupe du monde 2008-2009. À Manchester et à Cali, il est membre de l'équipe de poursuite et dispute, avec Carlos Urán, la course à l'américaine. En Angleterre, il termine 10e de la poursuite et 9e de l'américaine. À domicile, il s'octroie deux podiums. Mais ces résultats sont à relativiser. En poursuite, elles n'étaient que trois équipes engagées et la sélection colombienne termine troisième à quinze secondes des finalistes. La deuxième place obtenue dans la course à l'américaine est plus remarquable (même si seulement dix doublettes se sont présentées en Colombie, contre 24 à Copenhague,). Ainsi avec ces résultats, l'équipe colombienne termine au 13e rang de la coupe du monde 2008-2009 de poursuite par équipes. Et Arango, associé à Urán, se classe 9e de la coupe du monde 2008-2009 de course à l'américaine.
Il est sélectionné pour représenter son pays aux Mondiaux de Pruszków dans trois épreuves. Mais il ne fait pas mieux qu'une 10e place en poursuite par équipes, terminant même la course à l'américaine en dernière position.
En décembre 2009, il participe à la manche de Cali de la coupe du monde 2009-2010. Il remporte la poursuite par équipes. En battant le record national de près de deux secondes, il obtient, avec ses équipiers, le meilleur temps des qualifications. En finale, la sélection colombienne rattrape l'équipe du Lokomotiv à 500 mètres du terme de la finale et s'adjuge ainsi la victoire. Avec ce seul résultat, l'équipe colombienne termine au 9e rang de la coupe du monde 2009-2010 de poursuite par équipes.
Jeudi 25 mars 2010, lors de l'épreuve de scratch des Mondiaux de Copenhague, Arango décroche la quatrième médaille mondiale de l'histoire du cyclisme colombien. Il termine second derrière le danois Alex Rasmussen. Avec le médaillé de bronze, Kazuhiro Mori, ils ont, tous trois, pris un tour d'avance aux 19 autres concurrents.
Lors des championnats panaméricains de cyclisme de 2010, il est ajouté au programme matinal du 15 mai, une tentative de Juan Esteban Arango contre le record panaméricain de poursuite individuelle, détenu depuis 3 jours par son compatriote Juan Pablo Suárez. Dans un temps de 4 min 18 s 806, Arango abaisse de plus de sept secondes la marque continentale. Malade, il avait dû se contenter de la médaille d'argent de la poursuite individuelle, le 12 mai précédent.
Lors des championnats panaméricains de cyclisme de 2011, Arango fait partie de la sélection nationale qui remporte un cinquième titre consécutif en poursuite par équipes. Meilleur temps des qualifications (4 min 09 s 898), en finale, l'équipe colombienne décroche l'or en rejoignant leur adversaire chilien. Le lendemain matin, Juan Esteban se présente sur le vélodrome pour les qualifications de la poursuite individuelle. En 4 min 24 s 973, il obtient le meilleur temps des compétiteurs et se qualifie pour la finale. À cette occasion, il bat le record de la piste (4 min 30 s 222) qu'il détenait depuis les Jeux Sud-américains de l'année passée. Il relègue son plus proche adversaire, Arles Castro à près de neuf secondes (4 min 33 s 942). Pourtant il n'obtiendra jamais l'or promis, lors du tour de décélération, il heurte son adversaire, l'Argentin Eduardo Sepúlveda. Il chute lourdement et se fracture la clavicule,. Ne pouvant se présenter le soir même pour la finale, Castro récupère l'or sans courir tandis qu'Arango reçoit la médaille d'argent.
En octobre, il fait partie de la sélection de poursuite par équipes qui représente la Colombie, lors des Jeux panaméricains de Guadalajara. À cette occasion, il décroche le titre en battant les Chiliens, rejoints après la chute d'un des leurs. Avec ses coéquipiers, il établit un nouveau record panaméricain, en 3 min 59 s 236.
Puis il participe à deux manches de la coupe du monde 2011-2012. À Cali, il dispute les qualifications de la poursuite par équipes, qu'il termine troisième. Absent de la finale, ses coéquipiers laissent, pour huit centièmes, la dernière marche du podium aux Danois. Lors de la quatrième manche de la coupe du monde, qui se déroule à Londres, sur le vélodrome qui accueillera les compétitions olympiques, Arango et ses coéquipiers terminent septième des qualifications. Avec ces deux résultats, l'équipe colombienne termine au neuvième rang de la coupe du monde 2011-2012 de poursuite par équipes. En Amérique du Sud, il participe, également, à la course à l'américaine avec Weimar Roldán. Ils sont les seuls à pouvoir prendre un tour au reste des concurrents et remportent l'épreuve. En disputant qu'une unique course (sur trois possibles), ils terminent, néanmoins, septième de la coupe du monde 2011-2012 de course à l'américaine. Enfin, il remporte deux victoires dans les manches de course omnium. À Cali, il prend la tête du classement, après sa victoire dans la poursuite individuelle (quatrième manche de l'omnium), pour s'imposer avec cinq points d'avance sur Zachary Bell. À Londres, il gagne plus nettement, il prend la tête après la deuxième épreuve (la course aux points), gagne la quatrième (la poursuite individuelle) et finit avec onze points d'avance sur le Coréen Cho Ho-sung. Seul Bryan Coquard réussit à le devancer au classement de la coupe du monde 2011-2012 de course omnium, mais le Français a disputé les quatre manches.
Pour parfaire sa préparation en vue des Jeux olympiques de Londres, la sélection colombienne de poursuite par équipes, dont fait partie Arango, participe au Tour de San Luis, à la fin du mois de janvier. À la mi-mars, et dans cette même optique, les poursuiteurs sont alignés à la Vuelta a México, par leur fédération. La huitième et dernière étape se termine, sur le célèbre paseo de la Reforma à Mexico, par un sprint massif. Deux des poursuiteurs, de la sélection olympique colombienne, finissent aux deux premières places, Juan Esteban Arango devançant Edwin Ávila. Fin avril - début mai, ils sont aux États-Unis pour disputer deux épreuves du calendrier national américain, la Joe Martin Stage Race et le Tour of the Gila. Dans l'Arkansas, il termine neuvième du classement général final.
Après quelques semaines de tractations, Juan Esteban Arango et l'équipe continentale professionnelle Colombia trouvent un accord. Arango abandonne la piste et devient le dix-septième homme de la formation.

## Palmarès sur piste

### Jeux olympiques
- Pékin 2008
  - 10e de la poursuite par équipes[50] (avec Arles Castro, Juan Pablo Forero et Jairo Pérez) (éliminé au tour qualificatif[51]).

Il n'y a que huit qualifiés lors de ce tour éliminatoire.
- Londres 2012
  - 8e de la poursuite par équipes (avec Arles Castro, Edwin Ávila, Kevin Ríos et Weimar Roldán)
  - 10e de l'omnium

### Championnats du monde
- Manchester 2008
  - 11e de la poursuite par équipes (avec Carlos Alzate, Arles Castro et Jairo Pérez) (éliminé au tour qualificatif)[10].
  - 7e de la course aux points[11].
- Pruszków 2009
  - 10e de la poursuite par équipes (avec Edwin Ávila, Arles Castro et Carlos Urán) (éliminé au tour qualificatif)[21].
  - 16e de la course aux points[52].
  - 18e de l'américaine (avec Carlos Urán)[22].
- Copenhague 2010
  -  Médaillé d'argent du scratch[53].
  - 6e de l'omnium[54].
  - 10e de la poursuite individuelle (éliminé au tour qualificatif)[55].
- Apeldoorn 2011
  - 5e de l'omnium[56].
  - 10e de la poursuite par équipes (avec Edwin Ávila, Arles Castro et Weimar Roldán) (éliminé au tour qualificatif)[57].
- Minsk 2013
  - 17e de l'omnium[58].
  - Abandon lors de la course scratch[59].
- Cali 2014
  - 6e de l'omnium[60].
  - 10e de la poursuite par équipes (avec Edwin Ávila, Arles Castro, et Fernando Gaviria) (éliminé au tour qualificatif)[61].
  - 11e de l'américaine (avec Edwin Ávila)[62].
- Saint-Quentin-en-Yvelines 2015
  - 10e de l'américaine
  - 12e de la poursuite par équipes
- Ballerup 2024
  - 19e de l'omnium[63].

### Coupe du monde
- 2007-2008
  - 3e du scratch à Copenhague
- 2008-2009
  - 2e de l'américaine à Cali
  - 3e de la poursuite par équipes à Cali (avec Arles Castro, Edwin Ávila et Alexander González)
- 2009-2010
  - 1er de la poursuite par équipes à Cali (avec Arles Castro, Edwin Ávila et Weimar Roldán)
  - 2e de la poursuite à Cali
- 2010-2011
  - 2e de l'omnium à Cali
  - 2e de la poursuite par équipes à Cali (avec Arles Castro, Edwin Ávila et Weimar Roldán)
- 2011-2012
  - 1er de l'américaine à Cali (avec Weimar Roldán)
  - 2e du classement général de l'omnium
  - 1er de l'omnium à Cali
  - 1er de l'omnium à Londres
- 2012-2013
  - 1er de la poursuite par équipes à Cali (avec Arles Castro, Edwin Ávila et Weimar Roldán)

### Coupe des nations
- 2021
  - 1er de la poursuite par équipes à Cali (avec Juan Pablo Zapata, Jordan Parra et Bryan Gómez)
  - 2e de l'américaine à Cali
  - 2e de l'omnium à Cali
- 2022
  - 3e de l'américaine à Cali
  - 3e de la poursuite par équipes à Cali

### Jeux panaméricains
- Guadalajara 2011
  -  Médaillé d'or de la poursuite par équipes
  -  Médaillé d'or de l'omnium
- Toronto 2015
  -  Médaillé d'or de la poursuite par équipes (avec Jhonatan Restrepo, Fernando Gaviria et Arles Castro)
- Lima 2019
  -  Médaillé d'argent de la vitesse par équipes
  -  Médaillé d'argent de la poursuite par équipes
  -  Médaillé de bronze de l'américaine
- Santiago 2023
  -  Médaillé d'argent de la poursuite par équipes
  -  Médaillé d'argent de l'américaine

### Championnats panaméricains
- Valencia 2007
  -  Médaillé d'argent de l'omnium[1].
  - 17e de la course scratch[2].
  - 21e de la course aux points[3].
- Aguascalientes 2010
  -  Médaillé d'argent de la poursuite individuelle.
- Medellín 2011
  -  Médaillé d'or de la poursuite par équipes (avec Arles Castro, Weimar Roldán et Edwin Ávila).
  -  Médaillé d'argent de la poursuite individuelle.
- Santiago 2015
  -  Médaillé d'or de la poursuite par équipes (avec Arles Castro, Jhonatan Restrepo et Jordan Parra).
  -  Médaillé d'or de l'omnium.
  -  Médaillé d'argent de l'américaine (avec Jhonatan Restrepo)
- Aguascalientes 2016
  -  Médaillé d'or de la poursuite par équipes (avec Brayan Sánchez, Eduardo Estrada et Wilmar Paredes).
  -  Médaillé d'or de la course aux points.
  - 4e de la poursuite individuelle[64].
- Aguascalientes 2018
  -  Médaillé d'argent de la poursuite par équipes (avec Brayan Sánchez, Carlos Tobón et Marvin Angarita).
  - Sixième de l'omnium[65].
- Cochabamba 2019
  -  Médaillé de bronze de la poursuite par équipes (avec Brayan Sánchez, Carlos Tobón et Wilmar Molina).
  - Cinquième de l'omnium[66].
- Lima 2021
  -  Médaillé d'or de la poursuite par équipes
  -  Médaillé d'argent de l'américaine
  -  Médaillé d'argent de l'omnium
- Lima 2022
  -  Médaillé d'argent de la poursuite par équipes
  -  Médaillé d'argent de l'américaine
- San Juan 2023
  -  Médaillé d'or de la course aux points
  -  Médaillé d'argent de la poursuite par équipes
  -  Médaillé d'argent de l'américaine
- Los Angeles 2024
  -  Médaillé d'argent de la poursuite par équipes
  -  Médaillé d'argent de l'omnium
  -  Médaillé de bronze de l'américaine
- Asuncion 2025
  -  Médaillé d'argent de l'américaine (avec Jordan Parra).
  -  Médaillé de bronze de la poursuite par équipes (avec Brayan Sánchez, Nelson Soto, Anderson Arboleda et Jordan Parra).
  - Cinquième de l'omnium[67].

### Jeux d'Amérique centrale et des Caraïbes
- Mayagüez 2010
  -  Médaillé d'or de la poursuite individuelle
  -  Médaillé d'or de la poursuite par équipes
  -  Médaillé d'or de la course à l'américaine
  -  Médaillé d'or de l'omnium
- Veracruz 2014
  -  Médaillé d'or de la poursuite individuelle
  -  Médaillé d'or de la poursuite par équipes (avec Weimar Roldán, Jordan Parra et Eduardo Estrada)
  - Quatrième de la course aux points[68].
- Barranquilla 2018
  -  Médaillé d'argent de la poursuite individuelle
  -  Médaillé d'argent de l'américaine
  -  Médaillé de bronze de la poursuite par équipes
- San Salvador 2023
  -  Médaillé d'or de la poursuite par équipes
  -  Médaillé d'argent de l'américaine
  -  Médaillé d'argent de l'omnium

### Jeux sud-américains
- Medellín 2010
  -  Médaillé d'or de la poursuite
  -  Médaillé d'or de la poursuite par équipes
- Santiago 2014
  -  Médaillé d'or de la poursuite par équipes (avec Arles Castro, Edwin Ávila et Weimar Roldán)
  -  Médaillé d'argent de l'omnium
- Cochabamba 2018
  -  Médaillé d'or de l'omnium

### Jeux bolivariens
- Trujillo 2013
  -  Médaillé d'or de la poursuite individuelle[69].
  -  Médaillé d'or de la poursuite par équipes[70].
  -  Médaillé d'or de la course aux points[71].
  -  Médaillé d'or de la course à l'américaine.
- Santa Marta 2017
  -  Médaillé d'or de la poursuite par équipes.
  -  Médaillé d'or de l'omnium.
- Valledupar 2022
  -  Médaillé d'or de l'omnium
  -  Médaillé d'or de la poursuite par équipes
  -  Médaillé d'or de la course à l'américaine

### Championnats nationaux
- Pereira 2007
  -  Médaillé d'argent de la course à l'américaine (avec Weimar Roldán)[72].
- Cali 2008
  -  Médaillé d'or de la poursuite par équipes des XVIII Juegos Deportivos Nacionales (avec Arles Castro, Jaime Suaza et Weimar Roldán)[73].
- Medellín 2010
  -  Médaillé d'or de la poursuite par équipes (avec Jaime Suaza, Arles Castro et Weimar Roldán)[74].
  -  Médaillé d'or de l'omnium[75].
- Bogota 2011
  -  Médaillé d'or de la poursuite individuelle[76].
  -  Médaillé d'or de la poursuite par équipes (avec Arles Castro, Carlos Urán et Weimar Roldán)[77].
  -  Médaillé d'or de l'omnium[78].
- Cali 2012
  -  Médaillé d'or de la poursuite par équipes des XIX Juegos Deportivos Nacionales (avec Weimar Roldán, Kevin Ríos et Andrés Torres)[79].
  -  Médaillé d'or de la course aux points des XIX Juegos Deportivos Nacionales[80].
  -  Médaillé d'or de la course à l'américaine des XIX Juegos Deportivos Nacionales (avec Weimar Roldán)[81].
  -  Médaillé d'or de l'omnium des XIX Juegos Deportivos Nacionales[81].
  -  Médaillé d'argent de la course scratch des XIX Juegos Deportivos Nacionales[82].
- Medellín 2013
  -  Médaillé d'or de l'omnium[83].
  -  Médaillé d'argent de la course à l'américaine (avec Weimar Roldán)[83].
- Cali 2017
  -  Médaillé d'or de la poursuite par équipes (avec Weimar Roldán, Brayan Sánchez et Arles Castro)[84].
  -  Médaillé de bronze de la course à l'américaine (avec Weimar Roldán)[85].
- Cali 2018
  -  Médaillé d'or de la poursuite par équipes (avec Marvin Angarita, Carlos Tobón et Brayan Sánchez)[86].
  -  Médaillé d'or de la course à l'américaine (avec Brayan Sánchez)[87].
  -  Médaillé d'argent de la poursuite individuelle[88].
- Cali 2019
  -  Médaillé d'or de la poursuite par équipes (avec Marvin Angarita, Brayan Sánchez et Carlos Tobón)[89].
  -  Médaillé d'or de la course à l'américaine (avec Weimar Roldán)[90].
  -  Médaillé d'or de l'omnium[91].
- Cali 2021
  -  Médaillé d'or de la poursuite individuelle[92].
  -  Médaillé d'or de la poursuite par équipes (avec Marvin Angarita, Carlos Tobón et Julián Osorio)[93].
  -  Médaillé d'or de l'omnium[94].
  -  Médaillé d'argent de la course à l'américaine (avec Carlos Tobón)[95].
- Cali 2022
  -  Médaillé d'or de la poursuite par équipes (avec Brayan Sánchez, Julián Osorio et Marvin Angarita)[96].
  -  Médaillé d'or de la course à l'américaine (avec Brayan Sánchez)[97].
  -  Médaillé d'or de l'omnium[98].
- Medellín 2023
  -  Médaillé d'or de la poursuite individuelle[99].
  -  Médaillé d'or de la poursuite par équipes (avec Weimar Roldán, Anderson Arboleda et Brayan Sánchez)[100].
  -  Médaillé d'or de la course à l'américaine (avec Weimar Roldán)[101].
- Juegos Nacionales Eje Cafetero 2023
  -  Médaillé d'or de la poursuite par équipes des XXII Juegos Deportivos Nacionales (avec Weimar Roldán, Anderson Arboleda et Brayan Sánchez)[102].
  -  Médaillé d'or de la course à l'américaine des XXII Juegos Deportivos Nacionales (avec Brayan Sánchez)[103].
  -  Médaillé d'or de l'omnium des XXII Juegos Deportivos Nacionales[104].
- Medellín 2024
  -  Médaillé d'or de la poursuite par équipes (avec Anderson Arboleda, Johan Colón, Weimar Roldán et Alejandro Osorio)[105].
  -  Médaillé de bronze de la course à l'américaine (avec Miguel Ángel Hoyos)[106].

## Palmarès sur route

### Par années
- 2009
  - 1re et 3e étapes de la Clásica de Rionegro
  - Prologue, 2e et 4e étapes de la Vuelta al Valle del Cauca
- 2011
  - 5e de la course en ligne des Jeux panaméricains de Guadalajara[107].
- 2012
  - 8e étape du Tour du Mexique
- 2017
  - 1re étape de la Clásica de Rionegro
  - 3e étape du Tour d'Ankara
- 2021
  - 2e étape de l'Intelligentsia Cup

### Classements mondiaux
| Année            | 2011 | 2012 | 2013 | 2014  | 2015 | 2016 | 2017  |
| ---------------- | ---- | ---- | ---- | ----- | ---- | ---- | ----- |
| UCI America Tour | 268e | 269e |      |       |      |      | 130e  |
| UCI Europe Tour  |      |      |      | 1026e |      |      | 1450e |